# Liste von Bibliotheken nach Staat
Hier findet sich eine alphabetische Liste von Bibliotheken nach Staaten, die keinen Anspruch auf Vollständigkeit beansprucht.

## Afghanistan
- Herat: Bibliothek des Museums von Herat

## Ägypten
- Alexandria: Bibliotheca Alexandrina
- Kairo: Ägyptische Nationalbibliothek

## Andorra
- Andorra la Vella: Biblioteca Nacional d’Andorra

## Angola
- Luanda: Biblioteca Nacional de Angola

## Argentinien
- Buenos Aires: Biblioteca Nacional de Aeronáutica
- Buenos Aires: Biblioteca Polaca Ignacio Domeyko
- Buenos Aires: Nationalbibliothek der Republik Argentinien

## Armenien
- Jerewan: Armenische Nationalbibliothek
- Jerewan: Matenadaran

## Aruba
- Oranjestad (Aruba): Biblioteca Nacional Aruba

## Aserbaidschan
- Baku: Aserbaidschanische Nationalbibliothek

## Australien
- Canberra : National Library of Australia
- Melbourne : State Library of Victoria
- Sydney: Bibliothek der Universität Sydney

## Bangladesch
- Dhaka : Bibliothek der Universität von Dhaka

## Belarus
- Minsk: Nationalbibliothek von Belarus

## Belgien
- Antwerpen: Kulturerbe-Bibliothek Hendrik Conscience
- Brüssel: Königliche Bibliothek Belgiens
- Brüssel: Zentralbibliothek der Europäischen Kommission
- Woluwe-Saint-Pierre/Sint-Pieters-Woluwe: Bibliotheca Wittockiana
- Löwen: Universitätsbibliothek Löwen

## Bosnien-Herzegowina
- Sarajevo: Vijećnica

## Brasilien
- Pelotas: Bibliotheca Pública Pelotense
- Porto Alegre: Biblioteca Pública do Estado do Rio Grande do Sul
- Rio de Janeiro: Brasilianische Nationalbibliothek
- Paraty: Biblioteca Municipal Fábio Villaboim
- Rio Grande: Bibliotheca Rio-Grandense
- São Paulo: Institut Martius-Staden

## Bulgarien
Siehe: Bibliothekswesen Bulgariens
- Weliko Tarnowo: Petko-Slawejkow-Bibliothek Weliko Tarnowo
- Sofia: Volksbibliothek der Heiligen Kyril und Method

## Chile
- Santiago de Chile: Chilenische Nationalbibliothek

## Costa Rica
- San José: Nationalbibliothek von Costa Rica

## Dänemark
- Kopenhagen: Dänische Königliche Bibliothek
- Aabenraa: Deutsche Zentralbücherei Apenrade

Färöer
- Tórshavn: Landesbibliothek der Färöer

Grönland
- Nuuk: Nunatta Atuagaateqarfia

## El Salvador
- San Salvador: Nationalbibliothek El Salvadors

## Estland
- Tallinn: Estnische Nationalbibliothek
- Tallinn: Akademische Bibliothek der Universität Tallinn
- Tallinn: Estnische Bibliothek für Blinde
- Tartu:

Universitätsbibliothek Tartu

## Fidschi
- Suva: Suva City Carnegie Library

## Finnland
- Helsinki: Oodi
- Helsinki: Deutsche Bibliothek Helsinki
- Helsinki: Universitätsbibliothek Helsinki
- Helsinki: Finnische Nationalbibliothek

## Georgien
- Tiflis: Österreich-Bibliothek Tiflis

## Griechenland
- Athen: Griechische Nationalbibliothek
- Athen: Nordic Library at Athens
- Kefalonia: Korgialenios-Bibliothek

## Grönland
- Nunatta Atuagaateqarfia

## Indien
- Adyar: Adyar Library
- Chennai: U. V. Swaminatha Iyer Library
- Kalkutta: Indische Nationalbibliothek
- Rampur (Uttar Pradesh): Raza Library

## Irak
- Bagdad: Nationalbibliothek von Bagdad

## Iran
- Teheran: Iranische Nationalbibliothek
- Teheran: Malek-Nationalbibliothek und -museum
- Maschhad: Zentralbibliothek von Astan Quds Razavi
- Ghom: Marashi-Najafi-Bibliothek

## Irland
- Dublin: Irische Nationalbibliothek
- Dublin: Bibliothek des Trinity College
- Dublin: Chester Beatty Library

## Island
- Reykjavík: National- und Universitätsbibliothek Islands

## Israel
- Jerusalem: Israelische Nationalbibliothek
- Jerusalem: Kustodial-Bibliothek im Konvent San Salvator in Jerusalem

## Japan
Siehe auch: Japanisches Bibliothekswesen
- Hiroshima: Hiroshima City Manga Library
- Nagoya: Hōsa Bunko
- Nara: Bibliothek und Informationszentrum der Präfektur Nara
- Tenri: Bibliothek der Universität Tenri
- Tokio: Nationale Parlamentsbibliothek
- Tokio: Sonkeikaku-Bibliothek
- Tokio: Tōyō Bunko
- Tokio: Ōya-Sōichi-Bibliothek
- Yokohama: Bibliothek der Universität Kanagawa
- Yokohama: Kanazawa Bunko
- siehe auch: Nihon Toshokan Kyōkai

## Jemen
- Sanaa: Nationalbibliothek von Jemen

## Kanada
- Ottawa: Library and Archives Canada
- Ottawa: Parlamentsbibliothek (Ottawa)
- Québec: Bibliothèque nationale du Québec
- Toronto: Robarts Library
- Vancouver: Vancouver Public Library

Siehe auch: Canadian Association of Research Libraries

## Kap Verde
- Praia: Biblioteca Nacional de Cabo Verde

## Kasachstan
- Almaty: Kasachische Nationalbibliothek
- Semei: Abaja-Bibliothek

## Katar
- Doha: Nationalbibliothek Katars

## Kolumbien
- La Gloria: Biblioburro
- Santa Fe (Bogotá): Kolumbianische Nationalbibliothek

## Kosovo
- Pristina: Nationalbibliothek des Kosovo
- Pristina: Bibliothek Hivzi Sylejmani

## Kroatien
- Pula: Universitätsbibliothek Pula
- Zagreb: National- und Universitätsbibliothek Zagreb
  - Bibliotheca Zriniana

## Kuba
- Havanna: Biblioteca Nacional de Cuba José Martí

## Lesotho
- Bibliotheken in Lesotho

## Lettland
- Riga: Lettische Nationalbibliothek

## Libanon
- Beirut: Libanesische Nationalbibliothek

## Liechtenstein
- Vaduz: Liechtensteinische Landesbibliothek

## Litauen
- Jonava: Öffentliche Bibliothek der Rajongemeinde Jonava
- Kaunas: Bibliothek der Litauischen Sportuniversität
- Kaunas: Bibliothek der Technologischen Universität Kaunas
- Kaunas: Aleksandras-Stulginskis-Universitätsbibliothek
- Kaunas: Vytautas-Magnus-Universitätsbibliothek
- Klaipėda: Bibliothek der Universität Klaipėda
- Klaipėda: Öffentliche Bibliothek der Stadtgemeinde Klaipėda
- Klaipėda: Bibliothek der Litauischen Seefahrthochschule
- Klaipėda: Öffentliche Jonas-Lankutis-Bibliothek der Rajongemeinde Klaipėda
- Noreikiškės: Aleksandras-Stulginskis-Universitätsbibliothek
- Vilnius: Bibliothek der Litauischen Musik- und Theaterakademie
- Vilnius: Litauische Landwirtschaftsbibliothek
- Vilnius: Litauische Medizinbibliothek
- Vilnius: Litauische technische Bibliothek
- Vilnius: Litauische Martynas-Mažvydas-Nationalbibliothek
- Vilnius: Öffentliche Adomas-Mickevičius-Bezirksbibliothek Vilnius
- Vilnius: Öffentliche jüdische Bibliothek Vilnius
- Vilnius: Universitätsbibliothek Vilnius
- Vilnius: Zentralbibliothek der Stadtgemeinde Vilnius

## Luxemburg
Siehe auch: Bibliothekswesen in Luxemburg
- Luxemburg: Bibliothèque nationale du Luxembourg
- Luxemburgische Hofbibliothek

## Madagaskar
Antananarivo: Bibliothèque Nationale de Madagascar

## Malaysia
- Kota Kinabalu: Sabah State Library

## Malta
- Valletta: Nationalbibliothek Malta (Bibljoteka Nazzjonali ta’ Malta)

## Marokko
- Rabat: Bibliothèque Nationale du Royaume du Maroc

## Mauretanien
- Nouakchot: Bibliothèque Nationale de Mauritanie

## Mazedonien
- Skopje: National- und Universitätsbibliothek „Heiliger Kliment von Ohrid“

## Monaco
- Bibliothèque Louis Notari, Nationalbibliothek von Monaco
- Princess Grace Irish Library, Spezialbibliothek für irische Literatur und Musik

## Mexiko
- Mexiko-Stadt: Biblioteca Vasconcelos
- Heroica Puebla de Zaragoza: Biblioteca Palafoxiana

## Mongolei
- Ulaanbaatar: Nationalbibliothek der Mongolei

## Mosambik
- Maputo: Biblioteca Nacional de Moçambique

## Namibia
- Windhoek: Nationalbibliothek von Namibia
- Swakopmund: Sam-Cohen-Bibliothek

## Neuseeland
- Wellington: National Library of New Zealand
- Wellington: Parliamentary Library (Wellington)

## Nicaragua
- Managua: Deutsch-Nicaraguanische Bibliothek

## Nordkorea
- Pjöngjang: Große Studienhalle des Volkes

## Norwegen
Siehe: Bibliothekswesen in Norwegen
- Oslo: Deichmanske bibliotek
- Oslo: Nasjonalbiblioteket
- Oslo: Norsk lyd- og blindeskriftbibliotek
- Oslo: Universitätsbibliothek Oslo
- Trondheim: Gunnerus-Bibliothek

## Osttimor
- Dili: Nationalbibliothek von Osttimor
- Dili: Xanana Reading Room

## Pakistan
- Islamabad: Pakistanische Nationalbibliothek

## Palau
- Koror: Palau Congressional Library
- Koror:Palau Public Library

## Peru
- Lima: Biblioteca Nacional del Perú

## Portugal
- Coimbra: Biblioteca Joanina
- Lissabon: Biblioteca Nacional de Portugal
- Porto: Biblioteca Municipal Almeida Garrett

## Rumänien
- Bukarest: Rumänische Nationalbibliothek
- Cluj-Napoca: Universitätsbibliothek „Lucian Blaga“
- Timișoara: Biblioteca Austria Timișoara

## Samoa
- Apia: Samoa Public Library
- Salelologa: Savaiʻi Public Library

## San Marino
- Stadt San Marino: Biblioteca di Stato e Beni Librari

## São Tomé und Príncipe
- São Tomé: Biblioteca Nacional de São Tomé e Príncipe

## Saudi-Arabien
- Riad: Nationalbibliothek König Fahd

## Schweden
- Lund: Universitätsbibliothek Lund
- Stockholm: Bernadotte-Bibliothek
- Stockholm: Königliche Bibliothek zu Stockholm
- Stockholm: Nobelbibliothek
- Stockholm: Stadtbibliothek Stockholm
- Stockholm: Universitätsbibliothek Stockholm
- Uppsala: Carolina Rediviva

## Serbien
- Belgrad: Serbische Nationalbibliothek
- Belgrad: Universitätsbibliothek Belgrad
- Belgrad: Stadtbibliothek Belgrad

## Slowakei
- Martin: Slowakische Nationalbibliothek

## Slowenien
- Ljubljana: Slowenische National- und Universitätsbibliothek

## Sri Lanka
- Jaffna: Stadtbibliothek von Jaffna

## St. Kitts und Nevis
- Charles A. Halbert Public Library

## Südafrika
Siehe auch: Bibliothekswesen in Südafrika
- Kapstadt: Nationalbibliothek von Südafrika

## Südkorea
- Seoul: Koreanische Nationalbibliothek

## Tadschikistan
- Duschanbe: Nationalbibliothek Tadschikistans

## Thailand
- Bangkok: Nationalbibliothek Thailand

## Tschechien
- Brünn: Mährische Landesbibliothek
- Liberec: Wissenschaftliche Bibliothek in Liberec
- Olmütz: Wissenschaftliche Bibliothek in Olmütz
- Pilsen: Bibliothek der Stadt Pilsen
- Pilsen: Wissenschaftliche Bibliothek des Kreises Pilsen
- Prag: Nationalbibliothek der Tschechischen Republik
- Prag: Technische Nationalbibliothek

## Tunesien
- Tunis: Nationalbibliothek Tunesiens

## Türkei
- Ankara: Türkische Nationalbibliothek
- Ankara: Bibliothek der Nation

## Tuvalu
- Funafuti: Tuvalu National Library and Archives

## Ukraine
- Cherson: Regionale Kinder- und Jugendbibliothek Cherson
- Bezirksbibliothek Cherson
- Kiew: Wernadskyj-Nationalbibliothek der Ukraine, Oktober-Palast
- Kiew: Nationale wissenschaftliche Stefanyk-Bibliothek der Ukraine
- Kiew: Staatliche Wissenschaftlich-Technische Bibliothek der Ukraine
- Odessa: Nationale Wissenschaftliche Bibliothek Odessa

## Ungarn
- Budapest: Széchényi-Nationalbibliothek
- Budapest: Universitätsbibliothek Budapest
- Szeged: Attila-József-Universitätsbibliothek

## Vanuatu
- Vanuatu Nasonal Laebri

## Vatikanstaat
- Vatikanstadt: Vatikanische Apostolische Bibliothek

## Zypern
- Nikosia: Zypriotische Bibliothek